# Carlos Arregui
Carlos Alberto Arregui (José C. Paz, 7 novembre 1954 – 5 maggio 2023) è stato un calciatore argentino, di ruolo centrocampista.

## Biografia
Anche il fratello Héctor fu un calciatore professionista: i due hanno giocato insieme nel Ferro Carril Oeste tra il 1973 e il 1980. Conclusa la carriera, Arregui si trasferì dapprima in Patagonia e quindi nel 2002 in Italia, stabilendosi in Provincia di Treviso per assecondare il desiderio della moglie, Patricia Zambon, di ritornare nella cittadina da cui emigrarono i suoi genitori. Malato di tumore, Arregui è morto il 5 maggio 2023.

## Carriera
Schierato come mediano davanti alla difesa, Arregui era soprannominato "motoneta" (cioè "motorino" in spagnolo) per la rapidità con cui cambiava passo e superava gli avversari. Arregui crebbe nel settore giovanile del Ferro Carril Oeste a cui legò l'intera carriera: nell'arco di 14 stagioni, disputò 425 partite ufficiali, impreziosite da 48 reti, che lo rendono tuttora il terzo calciatore con più presenze nel Ferro alle spalle di Oscar Garré (611) e di Héctor Cúper (463). La militanza di Arregui nel Ferro coincide con il periodo di massimo successo del club, che all'inizio degli anni '80 vince gli  unici due campionati argentini della sua storia e debutta nella Coppa Libertadores. Con la Nazionale di calcio dell'Argentina, tra il 1983 e il 1984, Arregui ha disputato 5 incontri e realizzato una rete. Si ritirò dal calcio professionistico nel 1986, giocando in seguito a livello amatoriale con gli Estudiantes Unidos di Bariloche.

## Palmarès
- Campionato argentino: 2 
Ferro Carril Oeste: Nacional 1982, Nacional 1984